# Opisthoxia omphale
Opisthoxia omphale är en fjärilsart som beskrevs av Louis Beethoven Prout 1910. Opisthoxia omphale ingår i släktet Opisthoxia och familjen mätare. Inga underarter finns listade i Catalogue of Life.